# Ephesia medionigra
Ephesia medionigra là một loài bướm đêm trong họ Noctuidae.